# Mirhipipteryx
Mirhipipteryx is een geslacht van rechtvleugeligen uit de familie Ripipterygidae. De wetenschappelijke naam van dit geslacht is voor het eerst geldig gepubliceerd in 1969 door Günther.

## Soorten
Het geslacht Mirhipipteryx omvat de volgende soorten:
- Mirhipipteryx acuminata Günther, 1969
- Mirhipipteryx andensis Günther, 1969
- Mirhipipteryx biloba Hebard, 1928
- Mirhipipteryx columbiana Günther, 1963
- Mirhipipteryx disparilobata Günther, 1989
- Mirhipipteryx hebardi Chopard, 1931
- Mirhipipteryx hondurica Günther, 1969
- Mirhipipteryx hubbelli Günther, 1969
- Mirhipipteryx imperfecta Günther, 1989
- Mirhipipteryx lilo Günther, 1969
- Mirhipipteryx lineata Günther, 1989
- Mirhipipteryx lobata Günther, 1977
- Mirhipipteryx lucieni Günther, 1969
- Mirhipipteryx magdalenensis Günther, 1969
- Mirhipipteryx panamica Günther, 1969
- Mirhipipteryx peruviana Saussure, 1896
- Mirhipipteryx phallica Günther, 1969
- Mirhipipteryx pronotopunctata Günther, 1969
- Mirhipipteryx pulicaria Saussure, 1896
- Mirhipipteryx schuchmanni Günther, 1994
- Mirhipipteryx striatipes Chopard, 1954
- Mirhipipteryx triangulata Günther, 1969
- Mirhipipteryx unispinosa Günther, 1989
- Mirhipipteryx variabilis Günther, 1969
- Mirhipipteryx venezuelensis Günther, 1976